# Amboina (residentie)

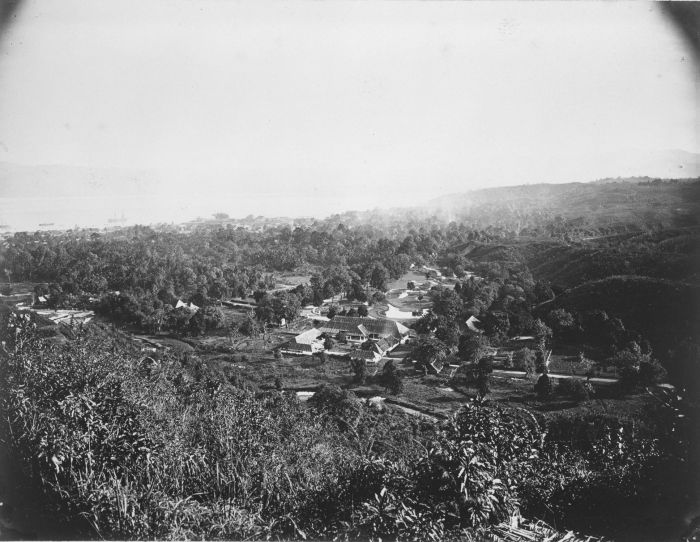
Amboina in de tweede helft van de 19e eeuw

Amboina is van 1867-1924 de naam van een residentie, gelegen in de Molukken in de  voormalige Nederlandse kolonie Nederlands-Indië.
Na de teruggave door de Engelsen waren alle oostelijke bezittingen  van 1817-1867 verenigd tot het Gouvernement der Molukken, bestuurd door een gouverneur te Ambon. In 1819 werd de residentie Timor en Onderhoorigheden hiervan afgescheiden, in 1824 de residentie Menado, in 1866 de residentie Ternate, terwijl het overige gebied in 1867 de naam residentie Amboina kreeg, bestuurd door een resident te Ambon.
De residentie Amboina bestond uit 9 afdelingen (assistent-residenties), te weten:
- Banda (de Banda-eilanden, te weten Ay, Goenoeng Api, Lontor of Groot-Banda, Nailaka, Neira  of Banda-Neira, Rosengain en Run; met Oost-Ceram, Ceram-Laoet en Goram), bestuurd door een assistent-resident te Banda Neira op Neira.
- Amboina (het eiland Ambon), bestuurd door een controleur van het Binnenlands Bestuur (BB) te Ambon.
- Saparoea (de eilanden Haroekoe of Oma, Noesa-Laoet en Saparoea), bestuurd door een controleur BB te Saparoea op Saparoea.
- Aroe-, Kei-, Tenimber- en Zuidwester-eilanden, o.a. bestaande uit de Aroe-eilanden en Kei-eilanden, bestuurd door een controleur BB te Toeal op het eiland Noekoe-Tawoen, daarvoor te Dobo op het eiland Wamar van de Aroe-eilanden.
- Amahei (het zuidelijke deel van Midden-Ceram), bestuurd door een posthouder te Amahei op Ceram.
- Kairatoe (West-Ceram met de eilanden Boano, Kélang en Manipa), bestuurd door een posthouder te Kairatoe op Ceram.
- Kajéli (Amblaoe en het oostelijk deel van het eiland Boeroe), bestuurd door een posthouder te Kajéli op Boeroe.
- Masaréte (het westelijk deel van het eiland Boeroe), bestuurd door een posthouder te Masaréte op Boeroe.
- Wahaai (het noordelijk deel van Midden-Ceram), bestuurd door een luitenant-commandant te Wahaai op Ceram.

Vanaf 1925 behoorde het gebied bestuurlijk tot het Gouvernement der Molukken, van 1935-1949 residentie Molukken geheten, bestuurd door een gouverneur, resp. resident te Ambon.
Van 1938-1949 behoorden Celebes, de Kleine Soenda-eilanden, de Molukken en Nieuw-Guinea tot het Gouvernement Groote Oost, bestuurd door een gouverneur te Makassar.

## Geboren in Amboina
- Roekie Aronds (1929-2025), Nederlands danseres en actrice